# Dasarahalli
Dasarahalli é uma cidade e uma city municipal council no distrito de Bangalore, no estado indiano de Karnataka.

## Demografia
Segundo o censo de 2001, Dasarahalli tinha uma população de 263 636 habitantes. Os indivíduos do sexo masculino constituem 54% da população e os do sexo feminino 46%. Dasarahalli tem uma taxa de literacia de 72%, superior à média nacional de 59,5%: a literacia no sexo masculino é de 77% e no sexo feminino é de 66%. Em Dasarahalli, 12% da população está abaixo dos 6 anos de idade.